# Grosschmid Géza
Grosschmid Géza (Kassa, 1872. december 1. – Miskolc, 1934. október 12.) ügyvéd, királyi közjegyző, csehszlovákiai magyar szenátor, Márai Sándor és Radványi Géza apja.

## Élete
Családja szász származású, nemesi címüket és címerüket 1790-ban kapták II. Lipót magyar királytól. Dédapja Grosschmid János földmérő, illetve a tengermelléki kerület sóbányáinak és kamarai javainak főfelügyelője volt.
Szülei Grosschmid Károly (1819-1874) pénzügyi titkár és Radványi Klementina (1841-1898) Tokajban házasodtak össze 1872-ben. Testvére Grosschmid Béni (1852-1938) jogász, egyetemi tanár, az MTA levelező tagja, illetve Grosschmid Károly (1874-1934) aki felesége révén Madách Imrével került rokonságba. Feleségével Ratkovszky Margittal (1874-1964) 1899-ben házasodott össze, gyermekeik: Márai Sándor (1900-1989) író, Katalin (1904-1985), Radványi Géza (1907-1986) filmrendező és Gábor (1909-1985) jogász.
Korán félárvaságra jutott. Jogi tanulmányai befejezését követően a kassai jogakadémián a magánjog tanára, valamint a jogtudományi államvizsgáló bizottság tagja volt. Külföldi tanulmányutakat tett annak érdekében, hogy a jogakadémiát egyetemmé lehessen átszervezni. Ügyvédi gyakorlatot is folytatott. Kassa szabad királyi város és Abaúj-Torna vármegye egyaránt tiszteletbeli főügyésznek választotta meg, majd az első világháború kitörése előtt a Kassai Ügyvédi Kamara elnöke lett.
A csehszlovák államfordulat után egyike az Országos Keresztényszocialista Párt megalapítóinak, s aktívan bekapcsolódott a kassai városi, illetve az országos politikába is. Harminc éven keresztül volt tagja Kassa város képviselőtestületének. 1925-ben és 1929-ben a csehszlovák nemzetgyűlés szenátora lett. 1932-ben lemondott mandátumáról, és Miskolcra költözött. Az igazságügyi miniszter 1933-ban Miskolcra nevezte ki királyi közjegyzőnek. 1934 januárjában Jogélet Szlovenszkóban címmel a Magyar Jogász Egyletben tartott nagy sikerű előadást.
A Kassai Keresztény Társadalmi Kör (Kaszinó), a Csehszlovákiai Magyar Társadalmi Egyesületek Szövetsége és több más társadalmi egyesület vezető tisztségét töltötte be. Elnöke volt a magyar főiskolások szociális támogatását biztosító Társadalmi Nagybizottságnak. Tagja volt az International Law Association nemzetközi jogi szervezetnek.

## Emlékezete
- 2017-ben a Magyar Országos Közjegyzői Hivatal emléktáblát avatott a Városház tér 4. szám alatti épületen.[6]

## Művei
- 1930 Kisebbségi sors. Košice-Kassa
- Jogélet "Szlovenszkon"; szerzői, Budapest, 1934